# ویکوار ۱۹۸۳۳
سیارک ۱۹۸۳۳ (به انگلیسی: 19833 Wickwar، نامگذاری:2000SA230) نوزده هزار و هشتصد و سی و سومین سیارک کشف شده‌است که در ۲۸ سپتامبر ۲۰۰۰ کشف شد.
قدر مطلق سیارک برابر ۱۰.۷ است.